# فرودگاه شهرستان اشتبیولا
فرودگاه شهرستان اشتبیولا (به انگلیسی: Ashtabula County Airport) یک فرودگاه همگانی بهره‌برداری هوایی با کد یاتا JFN است که یک باند فرود آسفالت دارد و طول باند آن ۱۵۸۴ متر است. این فرودگاه در کشور ایالات متحده آمریکا قرار دارد و در ارتفاع ۲۸۲ متری از سطح دریا واقع شده‌است.